# Campeonato Mundial de Tiro al Plato de 2015
El XXXVI Campeonato Mundial de Tiro al Plato se celebró en Lonato (Italia) entre el 10 y el 17 de septiembre de 2015 bajo la organización de la Federación Internacional de Tiro Deportivo (ISSF) y la Federación Italiana de Tiro Deportivo.
Las competiciones se realizaron en el campo de tiro Trap Concaverde de la ciudad italiana.

## Resultados

### Masculino
| Evento               | Oro                                 | Plata                                  | Bronce                            |
| -------------------- | ----------------------------------- | -------------------------------------- | --------------------------------- |
| Foso (12.09)         | Erik Varga · Eslovaquia · 12+2 pts. | Giovanni Pellielo · Italia · 12+1 pts. | Maxime Mottet · Bélgica · 13 pts. |
| Foso (equipos)       | Rusia · 356                         | Italia · 354                           | San Marino 352                    |
| Doble foso (14.09)   | Valeri Mosin · Rusia · 29           | Tim Kneale Reino Unido 26              | Ahmad Alafasi Kuwait 24           |
| Doble foso (equipos) | Reino Unido 414                     | Rusia · 406                            | India 400                         |
| Skeet (17.09)        | Vincent Hancock Estados Unidos 16+8 | Anthony Terras Francia 16+7            | Gabriele Rossetti · Italia · 15   |
| Skeet (equipos)      | Francia 364                         | Italia · 362                           | Estados Unidos 360                |

### Femenino
| Evento          | Oro                              | Plata                            | Bronce                               |
| --------------- | -------------------------------- | -------------------------------- | ------------------------------------ |
| Foso (11.09)    | Fátima Gálvez · España · 11 pts. | Yelena Tkach · Rusia · 9 pts.    | Pak Yong-Hui Corea del Norte 12 pts. |
| Foso (equipos)  | Reino Unido 203                  | Finlandia · 201                  | Rusia · 200                          |
| Skeet (13.09)   | Morgan Craft Estados Unidos 15   | Caitlin Connor Estados Unidos 13 | Wei Ning China 15                    |
| Skeet (equipos) | Estados Unidos 215               | Italia · 212                     | China 209                            |

## Medallero
| Núm. | País            | Oro | Plata | Bronce | Total |
| ---- | --------------- | --- | ----- | ------ | ----- |
| 1    | Estados Unidos  | 3   | 1     | 1      | 5     |
| 2    | Rusia           | 2   | 2     | 1      | 5     |
| 3    | Reino Unido     | 2   | 1     | 0      | 3     |
| 4    | Francia         | 1   | 1     | 0      | 2     |
| 5    | Eslovaquia      | 1   | 0     | 0      | 1     |
| 5    | España          | 1   | 0     | 0      | 1     |
| 7    | Italia          | 0   | 4     | 1      | 5     |
| 8    | Finlandia       | 0   | 1     | 0      | 1     |
| 9    | China           | 0   | 0     | 2      | 2     |
| 10   | Bélgica         | 0   | 0     | 1      | 1     |
| 10   | Corea del Norte | 0   | 0     | 1      | 1     |
| 10   | India           | 0   | 0     | 1      | 1     |
| 10   | Kuwait          | 0   | 0     | 1      | 1     |
| 10   | San Marino      | 0   | 0     | 1      | 1     |
|      | TOTAL           | 10  | 10    | 10     | 30    |